# Celler de Vila-seca
El Celler del Sindicat Agrícola, o simplement Celler de Vila-seca és una obra del municipi de Vila-seca (Tarragonès) inclosa en l'Inventari del Patrimoni Arquitectònic de Catalunya.

## Descripció
Es tracta d'un edifici de grans proporcions, d'estructura basilical i planta rectangular, consta d'un cos central més elevat cobert a dues aigües i de dos cossos laterals més baixos coberts amb teulada a una vessat. Els diferents cossos es comuniquen per arcs formers lleugers rebaixats sobre pilars de pedra de planta quadrilobulada, que fan l'efecte de feixos de columnes. Al cos central aquests pilars suporten arcs diafragma carpanells lleugerament peraltats, fets de maó, amb els carcanyols calats, fets d'obra vista. Els cossos laterals tenen també arcs com els formers. La coberta és feta de bigues i llates de fusta, solera de rajola borda i teula àrab. Els murs laterals estan alleugerits amb arcs de descàrrega.
Les façanes són fetes de pedra irregular i segueixen l'estructura de tres cossos superposats: l'inferior, un alt basament de murs cecs amb petites obertures de ventilació; el cos intermedi, amb les obertures, i, finalment, la cornisa de la teulada. A la façana principal es reflecteixen les tres naus per les pilastres que fan de contrafort, dues de les quals sobresurten per sobre de la teulada i són coronades amb boles ornamentals; el cos central és ocupat per un gran obertura de mig punt. A les façanes laterals el sòcol cec assoleix més alçada i és dividit per pilastres atalussades que corresponen als arcs de l'interior de l'edifici; aquest nivell és separat del nivell intermedi per una potent cornisa; en aquest segon nivell hi ha un seguit de finestres quadrangulars, agrupades de dues en dues, i separades per pilastres amb base i capitell. Els contraforts, les cantoneres, els brancals, les dovelles, el marc de les finestres laterals, tot és de pedra.
A banda i banda del cos central, resten les bases de les tines, fetes amb arcs i voltes de maó de pla.
La porta principal es va situar en el lateral de ponent, oberta en un pati, on també es va construir una petita nau per al moll de recepció del raïm i les tremuges.

## Història
L'any 1917 es va fundar el Sindicat Agrícola de Vila-seca, el qual el mateix any va comprar al comte de Sicart els terrenys per construir un celler, el projecte del qual es va encarregar a l'arquitecte Pere Domènech Roure.
Les obres es van iniciar el 10 de març de 1919 i el 1920 ja s'hi va rebre la collita. L'obra es va fer amb pedra de sauló de les Garrigues. Sembla que en la construcció hi van participar gairebé tots els contractistes i paletes de la localitat.
A final de segle xx, el Celler Cooperatiu va cessar l'activitat, quan es van arrencar les vinyes i l'agricultura va deixar de ser la principal activitat del municipi.
El 2005, l'Ajuntament va decidir destinar l'edifici a usos culturals. Però no fou fins al 2022 que en finalitzà la intervenció i pogué ser inaugurat. Entre els nou usos de l'edifici hi ha un espai museístic però també per a ús social, turístic i artístic.